# Como Nascem os Anjos
Como Nascem os Anjos é um filme brasileiro de 1996, do gênero drama, dirigido por Murilo Salles. É estrelado por Priscila Assum e Silvio Guindane como dois filhos de favelas do Rio de Janeiro que se envolvem no sequestro de um americano, interpretado por Larry Pine. O filme recebeu prêmios em festivais de cinema e foi bem recebido pela crítica.

## Sinopse
O bronco Maguila mata sem querer o chefe do tráfico no Morro Dona Marta, no Rio de Janeiro. Perseguido pelos soldados do tráfico, ele é obrigado a fugir da favela com Branquinha, uma menina de 13 anos que, apesar da diferença de idade, diz ser mulher de Maguila. Na confusão, acabam levando Japa, outra criança, fiel amigo de Branquinha.
No meio da fuga, o trio pára na porta da garagem de uma mansão no bairro da Joatinga, onde encontram William, um cidadão americano, saindo para o trabalho. Maguila pede para usar o banheiro, pois, segundo Branquinha, "ele foi tão bem educado pela mãe que não consegue urinar na rua."
William pensa que é uma tentativa de assalto. Uma reação inesperada acaba obrigando o trio da favela a entrar em casa, onde o americano mora com sua filha Julie e a empregada Conceição. Lá, os personagens viram reféns de uma estranha situação que, num crescendo de tensão e nonsense, toma proporções que jamais poderiam prever.

## Elenco
- Larry Pine .... William
- Priscila Assum .... Branquinha
- Sílvio Guindane .... Japa
- André Mattos .... Maguila
- Ryan Massey .... Julie
- Maria Sílvia .... D.Conceição
- Nina de Pádua
- Fernando Almeida
- Ricardo Sampaio....Baiano
- Lyvia Archer .... Clarinha

## Produção
A produção é da Cinema Brasil Digital, co-produção da Secretaria do Audio Visual/MINC, da Riofilme, do Banespa e da Quanta. A direção de fotografia é de César Charlone, a cenografia é de Marlise Storchi, a trilha sonora de Victor Biglione e a produção executiva de Romulo Marinho Jr..

## Recepção
Luiz Zannin Oricchio, que escreve para O Estado de S. Paulo, classificou-o como "um dos melhores filmes do chamado renascimento do cinema brasileiro". O autor do livro Esplendores do Cinema Latino, Hernandez Rodriguez, declarou que está "longe da pressa visual, da intensidade e da perfeição do estilo, bem como do visual da pirotecnia da Cidade de Deus", e disse é "definitivamente mais interessante que Cidade dos Homens".
A forma como as crianças são representadas em Como Nascem os Anjos foi comentada pelas escritoras do Neorrealismo Italiano e pelo Cinema Global's, Laura E. Ruberto e Kristi M. Wilson, que o comparou aos filmes italianos do neo-realismo. O crítico da Variety, Ken Eisner, elogiou a performance de Priscila Assum, afirmando que Branquinha foi 'interpretada memoravelmente' por ela, bem como a cinematografia do filme, o que ajuda 'para compensar enredo claustrofobia'. Eisner comentou que "um final apocalíptico fornece um choque pessimista para esse drama geralmente inteligente e imprevisível".

### Prêmios e indicações[5]
No 24º Festival de Cinema de Gramado, o filme ganhou cinco prêmios: Melhor Diretor, Prêmio da Crítica, Prêmio Especial do Júri (Priscila Assum e Silvio Guindane), Melhor Fotografia (empatado com Quem Matou Pixote?) E Melhor Montagem. Maria Sílvia ganhou o prêmio de Melhor Atriz Coadjuvante no 29º Festival de Cinema de Brasília, e a produção foi premiada como Melhor Filme no 23º Festival de Cine Iberoamericano de Huelva.
| Ano  | Festival                                        | Categoria                             | Nomeações                                                    | Resultado | Ref.  |
| ---- | ----------------------------------------------- | ------------------------------------- | ------------------------------------------------------------ | --------- | ----- |
| 1996 | Festival de Cinema de Gramado                   | Melhor Filme Brasileiro               | Melhor Filme Brasileiro                                      | Indicado  | [ 7 ] |
| 1996 | Festival de Cinema de Gramado                   | Melhor Direção                        | Murilo Salles                                                | Venceu    | [ 7 ] |
| 1996 | Festival de Cinema de Gramado                   | Melhor Fotografia                     | César Charlone                                               | Venceu    | [ 7 ] |
| 1996 | Festival de Cinema de Gramado                   | Melhor Montagem                       | Isabelle Rathery e Vicente Kubrusly                          | Venceu    | [ 7 ] |
| 1996 | Festival de Cinema de Gramado                   | Melhor Trilha Sonora                  | Victor Biglione                                              | Venceu    | [ 7 ] |
| 1996 | Festival de Cinema de Gramado                   | Prêmio Especial do Júri               | Priscila Assum                                               | Venceu    | [ 7 ] |
| 1996 | Festival de Cinema de Gramado                   | Prêmio Especial do Júri               | Silvio Guindane                                              | Venceu    | [ 7 ] |
| 1996 | Festival de Cinema de Brasília                  | Melhor Atriz Coadjuvante              | Maria Sílvia                                                 | Venceu    |       |
| 1997 | Troféu APCA                                     | Melhor Filme                          | Melhor Filme                                                 | Venceu    |       |
| 1997 | Prêmio Guarani de Cinema Brasileiro             | Filme do Ano                          | Filme do Ano                                                 | Venceu    | [ 8 ] |
| 1997 | Prêmio Guarani de Cinema Brasileiro             | Melhor Direção                        | Murilo Salles                                                | Venceu    | [ 8 ] |
| 1997 | Prêmio Guarani de Cinema Brasileiro             | Melhor Roteiro                        | Jorge Durán, Nelson Nadotti, Murilo Salles e Aguinaldo Silva | Venceu    | [ 8 ] |
| 1997 | Prêmio Guarani de Cinema Brasileiro             | Revelação do Ano                      | Priscila Assum                                               | Venceu    | [ 8 ] |
| 1997 | Prêmio Guarani de Cinema Brasileiro             | Revelação do Ano                      | Silvio Guindane                                              | Venceu    | [ 8 ] |
| 1997 | Festival de Cinema Latino-americano de Toulouse | Prêmio da audiência e menção especial | Prêmio da audiência e menção especial                        | Venceu    |       |
| 1997 | Festival Internacional de Cinema de Huelva      | Melhor Filme                          | Melhor Filme                                                 | Venceu    |       |

## Trilha sonora
- Rebatucada - (Victor Biglione)
- Descendo o Dona Marta  - (Victor Biglione)
- Ultra jazz  -  (Marcelo Manga - José Lourenço - Victor Biglione)
- Fusão carioca  -   (Victor Biglione)
- Papo de anjo  -   (Victor Biglione)
- Como nascem os anjos  -  (Victor Biglione)
- Montagem basketball  -  (Montagem e mixagem - DJ Marlboro)
- Dança com os anjos  -  (José Lourenço - Victor Biglione)
- Rappa japa funk  -   (José Lourenço - Victor Biglione)
- Vira-latas  -  (Victor Biglione)
- Quê que eu vô fazê  -   (André Gomes - Gabriel o Pensador)